# Manfred Wolfson
Manfred Wolfson (ursprünglich: Manfred Wolfsohn, * 31. Mai 1923 in Berlin; † 1987 in Kalifornien) war ein deutsch-amerikanischer Soziologe und Forscher über den Nationalsozialismus.

## Leben
Manfred Wolfson wurde als ältester Sohn des Apothekers Willy Wolfsohn und seiner Frau Alice in Berlin geboren. Bedingt durch einen frühen Tod der Eltern wuchs Wolfson bei der Großmutter mütterlicherseits auf. 1939 emigrierte der damals erst 15-jährige Waise zusammen mit seinem Bruder Klaus in die Vereinigten Staaten, wo er 1943 die amerikanische Staatsbürgerschaft erhielt. Er nannte sich nun in amerikanischer Schreibweise „Wolfson“. Kurz danach kam Wolfson mit der US-Armee wieder nach Europa. Er arbeitete unter anderem für den Nachrichtendienst der amerikanischen Besatzer in Deutschland. Während des Nürnberger Prozesses gegen die Hauptkriegsverbrecher untersuchte er als „Chef Research Analyst“ das Herrschaftssystem der Nationalsozialisten und deren Repräsentanten. Die Ergebnisse dieser Forschungen standen auch im Mittelpunkt seines folgenden Politologie-Studiums an der University of Chicago und seiner im Jahr 1965 vorgelegten Dissertation an der University of California, Berkeley unter dem Namen The SS Leadership.
Bekannt wurde Manfred Wolfson in Spezialistenkreisen durch seine Forschungen über die Retter verfolgter Juden. Er interviewte zu diesem Zweck in den Jahren 1965 bis 1967 in Deutschland rund 40 stichprobenartig ausgewählte Personen, die im NS-Staat, teilweise unter Lebensgefahr, deutsche Juden vor der Verfolgung bewahrt hatten. Wolfson arbeitete während seines Deutschlandaufenthaltes als Gast-Assistenzprofessor des Frankfurter Instituts für Sozialforschung und wurde bei seinen Untersuchungen nicht zuletzt von Theodor W. Adorno und Max Horkheimer unterstützt. Die Auswertung der Forschungsarbeit musste mehrfach unterbrochen werden, unter anderem, weil Wolfson zum Bestreiten seines Lebensunterhaltes in den Vereinigten Staaten auch Erwerbsarbeiten annehmen musste. Seine Absicht, die Forschungen für pädagogische Zwecke aufzuarbeiten, konnte er nicht mehr umsetzen, denn ein halbes Jahr nach dem Tod seiner Ehefrau 1986 starb er 1987 an den Folgen eines Verkehrsunfalls. Die Unterlagen seiner Helferforschung wurden von seiner Tochter Deborah Wolfson der Universität St. Gallen zur Verfügung gestellt und waren Grundlage des dortigen Projekts von Emil Walter-Busch: Die politische Ethik von deutschen Rettern verfolgter Juden 1938-1945: Rekonstruktion und Sekundäranalyse der unvollendeten Befragungsstudie von Manfred Wolfson, 1964-1969.
Wolfson hatte seine Helferforschung unter der These begonnen, dass Personen, die seinerzeit Juden geholfen hätten, eine nicht-autoritäre Erziehung genossen haben müssten und sich an positiven Vorbildern orientierten, also ein Gegenentwurf zur „Autoritären Persönlichkeit“ nach Adorno gewesen seien. Diese Annahme bestätigte sich bei seinen Untersuchungen nicht. Vielmehr waren sogar etwa 75 Prozent der Retter autoritär erzogen worden. „Nicht wenige von ihnen erwiesen sich als perfekte Exemplare dieser verfemten Art, als höchst konservative und vorurteilsbeladene Zeitgenossen, als perfekte ‚autoritäre Persönlichkeiten‘…“ Es gab zwischen den einzelnen Helfern kaum charakterliche oder einstellungsmäßige Übereinstimmungen, sie kamen zudem aus allen sozialen Schichten und aus allen gesellschaftlichen Milieus. Die Hilfsbereitschaft selbst entsprang ganz unterschiedlichen Motiven.

## Veröffentlichungen
Dissertation:
- The SS Leadership. Department of Political Science der University of California, Berkeley 1965.

Aufsätze (Auswahl):
- „Two approaches to political decision-making“, Associated Students’ Store, University of California, 1958.
- „Constraint and Choise in the SS Leadership“, The Western Political Quarterly, University of Utah, 1965.
- „Der Widerstand gegen Hitler. Soziologische Skizze über Retter (rescuers) von Juden in Deutschland“, in: Aus Politik und Zeitgeschichte. Beilage zur Wochenzeitung „Das Parlament“ vom 10. April 1971 B 15 (1971), S. 32–39.